# Cestrum mancoi
Cestrum mancoi là loài thực vật có hoa trong họ Cà. Loài này được J.F.Macbr. mô tả khoa học đầu tiên năm 1962.